# Episodi di Creature grandi e piccole (settima stagione)
La settima stagione della serie televisiva Creature grandi e piccole è stata trasmessa in anteprima nel Regno Unito dalla BBC tra il 1º settembre 1990 e il 24 dicembre 1990.
| nº | Titolo originale              | Titolo italiano | Prima TV UK       | Prima TV Italia |
| -- | ----------------------------- | --------------- | ----------------- | --------------- |
| 1  | The Prodigal Returns          |                 | 1º settembre 1990 |                 |
| 2  | Knowin' How to Do It          |                 | 8 settembre 1990  |                 |
| 3  | If Music Be the Food of Love  |                 | 15 settembre 1990 |                 |
| 4  | A Friend for Life             |                 | 22 settembre 1990 |                 |
| 5  | Spring Fever                  |                 | 29 settembre 1990 |                 |
| 6  | Out with the New              |                 | 6 ottobre 1990    |                 |
| 7  | Food for Thought              |                 | 13 ottobre 1990   |                 |
| 8  | A Cat in Hull's Chance        |                 | 20 ottobre 1990   |                 |
| 9  | A Grand Memory for Forgetting |                 | 27 ottobre 1990   |                 |
| 10 | Old Dogs, New Tricks          |                 | 3 novembre 1990   |                 |
| 11 | Hampered                      |                 | 10 novembre 1990  |                 |
| 12 | Promises to Keep              |                 | 17 novembre 1990  |                 |
| 13 | Brotherly Love                |                 | 24 dicembre 1990  |                 |